# Dziedzickia liriope
Dziedzickia liriope är en tvåvingeart som beskrevs av Lane 1954. Dziedzickia liriope ingår i släktet Dziedzickia och familjen svampmyggor. Inga underarter finns listade i Catalogue of Life.